# 尖齿豆腐柴
尖齿豆腐柴（学名：Premna acutata）为马鞭草科豆腐柴属下的一个种。

## 扩展阅读
維基物種上的相關：尖齿豆腐柴